# Magliano Sabina
Magliano Sabina es una localidad italiana de la provincia de Rieti, región de Lacio, con 3.952 habitantes.

## Evolución demográfica
| Gráfica de evolución demográfica de Magliano Sabina entre 1861 y 2001 |
|                                                                       |
| Fuente ISTAT - Elaboración gráfica por parte de Wikipedia             |